# Paseas
Paseas (gr. Πασέας; zm. 252/251 p.n.e.) – tyran starożytnego greckiego miasta Sykion, następca Abantidiasa. Zamordowany przez Nikolesa, który stał się jego następcą.

## Literatura
- Helmut Berve Die Tyrannis bei den Griechen,  C.H. Beck, München 1967.